# 133528 Сераджіолі
133528 Сераджіолі (133528 Ceragioli) — астероїд головного поясу, відкритий 4 жовтня 2003 року.
Тіссеранів параметр щодо Юпітера — 3,297.